# Sport sans frontières
Sport sans frontières (SSF) (på dansk: Sport uden grænser), er en fransk upolitisk og ikke-religiøs solidaritets-organisation, der bruger sport som et integrationsredskab i sine udviklingsprogrammer. Organisationen er den første franske sportsngo. Organisationen er oprettet i september 1999.

## Princip
Organisationens overordnede princip, er at: "Alle børn har ret til, at lege og deltage i sport".

## Sport som begreb
I SSF opfattes sport i sin helhed, dvs. at der er flere fordele ved, at dyrke sport:
- Fysiske (personlig sundhed, fysisk aktivitet, mental sundhed)
- Sociale (deltagelse, inkludering, samarbejde, tolerance, deling, respekt)
- Kulturelle (traditionel sport som repræsentant for forskellige folkeslag og/eller identiteter)
- Sjov

Man foretrækker derfor et begreb som Fysiske og Sportslige Aktiviteter, som man mener bedre reflekterer denne diversitet.

## Organisation
Organisationen består af: 
- 1 bestyrelse på 5 medlemmer.
- 1 hovedkontor i Paris med 10 medarbejdere
- 3 regionale kontorer i henholdsvis: Paris, Perpignan og Roanne/Lyon

## Missioner
Organisationen har missioner i 8 lande verden over:
- Afghanistan
- Bolivia
- Indien
- Kosovo
- Senegal
- Sri Lanka
- Burundi
- Frankrig

## Partnere
SSF samarbejder med flere forskellige partnere over hele verden, heriblandt 15 finansielle sponsorer, 3 medier stiller gratis reklameplads til rådighed, 3 forretninger køber SSF-produkter, 4 firmaer leverer andre services.

## Donation
I 2006 fik Sport sans frontières del i sportstøj indsamlet i Viborgområdet.